# Cadurcs
Els cadurcs (en llatí: Cadurci) van ser un poble gal que va viure a la regió de l'Òlt, entre els niciòbroges, els rutens i els arverns. La seva capital es deia Divona, més tard Civitas Cadurcorum (avui Caors). La ciutat d'Uxellodunum, que també els pertanyia, la va assetjar i ocupar Juli Cèsar. El nom del país, Cadurcinum, va evolucionar a l'edat mitjana a Cahorsin (o Caorsin) i va donar finalment el Carcí. El territori dels cadurcs va ser després el bisbat de Caors.
Van ser un dels primers pobles a sumar-se a la revolta de Vercingetòrix l'any 52 aC a la Guerra de les Gàl·lies i van participar activament en aquell conflicte. Cèsar els menciona juntament amb els gàbals i els vel·lavis, i diu que reconeixien la supremacia dels arverns.